# Thomas Mensah
Thomas Kwaku Mensah (ur. 2 lutego 1935 w Assamang, zm. 10 kwietnia 2016) – ghański duchowny katolicki, biskup diecezjalny Obuasi 1995-2008 i arcybiskup Kumasi 2008-2012.

## Życiorys
Święcenia kapłańskie otrzymał 3 czerwca 1973.
3 marca 1995 papież Jan Paweł II mianował go biskupem diecezjalnym Obuasi. 28 maja tego samego roku z rąk kardynała Jozefa Tomko przyjął sakrę biskupią. 26 marca 2008 otrzymał godność arcybiskupa i rozpoczął posługę w Kumasi. 15 maja 2012 ze względu na wiek złożył rezygnację ze sprawowanej funkcji.
Zmarł 10 kwietnia 2016.